# Жакање
Жакање је насељено место и седиште општине у Карловачкој жупанији, Република Хрватска.

## Историја
До територијалне реорганизације у Хрватској налазило се у саставу бивше велике општине Озаљ.

## Становништво
Према попису становништва из 2011. године, насеље Жакање је имало 149 становника, а као општина 1.889.